# Espresso Book Machine

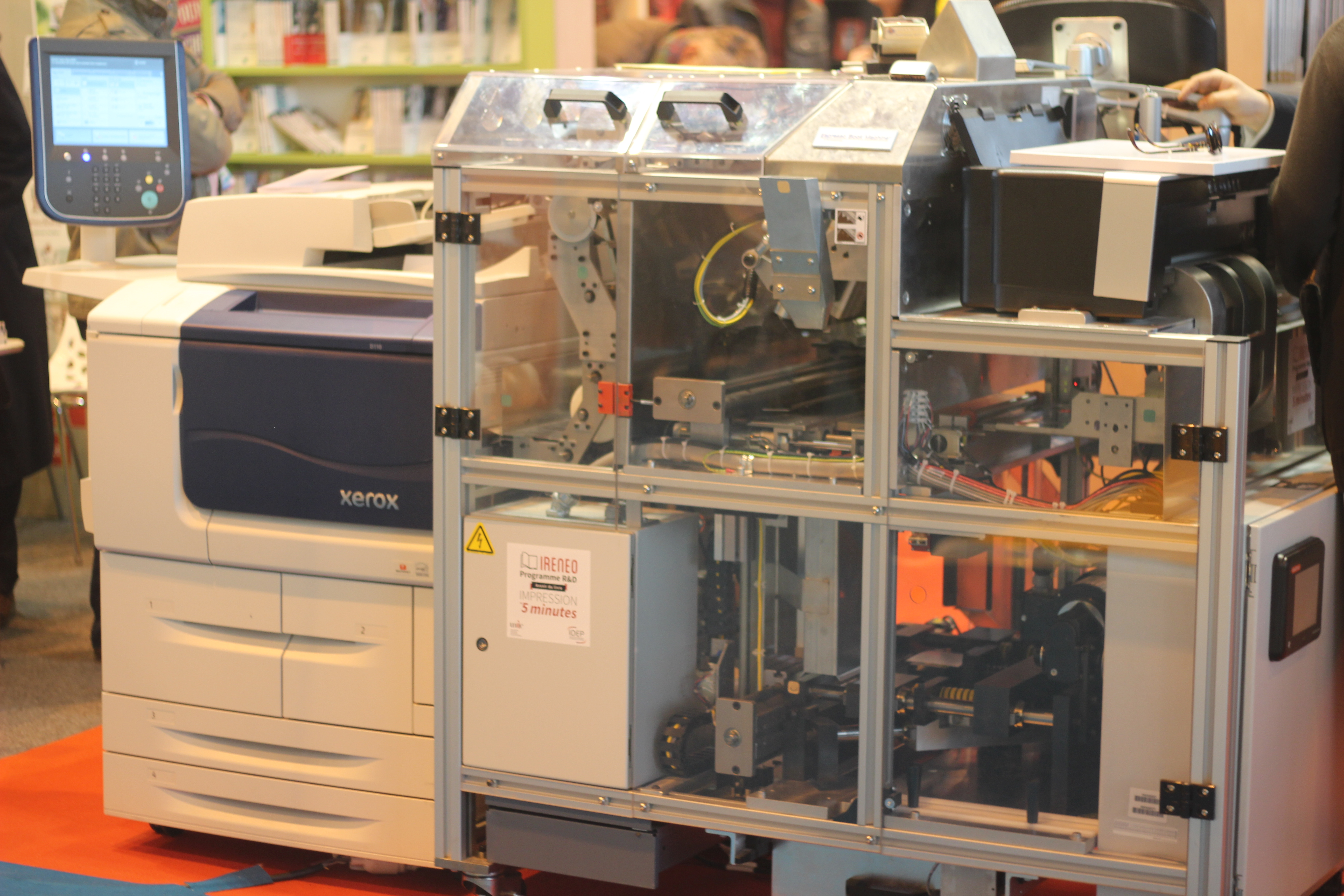

Die Espresso Book Machine (EBM) ist ein integrierter Print-on-Demand-Drucker, der anhand von PDF-Dateien binnen weniger Minuten ein einzelnes Buch inklusive Umschlag (Softcover) drucken, zusammenstellen und binden kann. Seit 2010 wird das Gerät von Xerox vertrieben und trägt die Modell-Bezeichnung EBM 2.0.

## Entwicklung
Der Anstoß zur Entwicklung des Druckers kam von Jason Epstein von Random-House, dem Herausgeber von Schriftstellern wie Norman Mailer, Philip Roth oder Gore Vidal, dessen Ideen zur Weiterentwicklung des Verlagswesens 1999 von Jeff Marsh, einem US-amerikanischen Ingenieur und Erfinder, aufgegriffen wurden und der sie in seine bereits vorhandenen Buchdruck-Prototypen einfließen ließ. Die erste Espresso Book Machine wurde 2007 in einer öffentlichen Bibliothek in New York vorgestellt, wo die Besucher einen Monat lang einige von Open Content Alliance (OCA) zur Verfügung gestellte freie Buchtitel kostenlos ausdrucken konnten.
2003 gründeten Jason Epstein und Dane Neller den Druckdienstleister On Demand Books (ODB). Die befürchtete Revolution im Buchgewerbe bis hin zum Fall der Buchpreisbindung ist jedoch nicht eingetreten. Seit September 2009 kooperieren Google und On Demand Books. Die urheberrechtsfreien Titel aus der Google-Buchsuche stehen seither für den Druck mit der Espresso Book Machine zur Verfügung.
Die PDF-Vorlagen kommerzieller Buchtitel liefert der Buchgroßhändler Ingram Book Group.

## Technologie
Das Herz der Espresso Book Machine ist ein Hochgeschwindigkeitsdrucker, der ein Buch mit 300 Seiten in beliebigem Format in weniger als fünf Minuten produzieren kann. Parallel zum Druck der Buchseiten wird der Buchumschlag hergestellt. Der bedruckte Papierstoß („Buchblock“) wird zusammengeführt, mit Leim versehen, in das Cover gepresst und damit verklebt. Zuletzt werden die Papierränder einem dreiseitigen Beschnitt unterzogen.
Als Software kommt EspressNet zum Einsatz. Dieses proprietäre System bietet Zugang zu einem Netzwerk von 3,3 Millionen von den Verlegern für den Druck auf der Espresso Machine freigegebenen Buchtiteln.

## Adaption
2008 waren zehn Drucker in Buchläden und Bibliotheken in den USA, Kanada, Australien sowie in Ägypten verfügbar, mit denen täglich durchschnittlich rund 100 Titel, hauptsächlich Lehrbücher, gedruckt wurden. Im Oktober 2011 war die Gesamtzahl auf 85 Geräte angestiegen. In Europa hat sich die Technologie bislang nicht durchsetzen können.
Eine 2008 mit Libri/Books on Demand unterzeichnete Absichtserklärung zum Vertrieb im deutschen Buchhandel ist bisher nicht erfüllt worden, da dem System neben dem Bestand an Self-Publishing-Büchern und gemeinfreien Titeln die Kataloge großer Verlage fehlen.